# San Miguel Zinacantepec
San Miguel Zinacantepec – miasto w Meksyku, w stanie Meksyk.